# Podhorní Újezd a Vojice
Podhorní Újezd a Vojice je obec v okrese Jičín v Královéhradeckém kraji. Žije v ní 635 obyvatel. Východně od obce se nachází největší činný pískovcový lom v Česku.

## Historie
První písemná zmínka o Vojicích pochází z roku 1357 a o Podhorním Újezdě z roku 1408.
Dne 1. února 1991 byla celá obec Podhorní Újezd přejmenována na Podhorní Újezd a Vojice.

## Obyvatelstvo
| Rok            | 1869  | 1880  | 1890  | 1900  | 1910  | 1921  | 1930  | 1950 | 1961 | 1970 | 1980 | 1991 | 2001 | 2011 | 2021 |
| -------------- | ----- | ----- | ----- | ----- | ----- | ----- | ----- | ---- | ---- | ---- | ---- | ---- | ---- | ---- | ---- |
| Počet obyvatel | 1 228 | 1 332 | 1 386 | 1 277 | 1 303 | 1 156 | 1 114 | 726  | 728  | 657  | 621  | 585  | 589  | 599  | 603  |
| Počet domů     | 182   | 194   | 210   | 213   | 232   | 237   | 247   | 248  | 237  | 213  | 196  | 301  | 308  | 321  | 308  |

## Obecní správa

### Části obce
- Podhorní Újezd
- Vojice

### Obecní symboly
Znak a vlajka byly obci uděleny rozhodnutím předsedkyně Poslanecké sněmovny Parlamentu České republiky dne 19. května 2025.

## Pamětihodnosti
- kaple
- pomník padlých
- socha svaté Anny z roku 1769
- Socha svatého Václava z roku 1782
- pomník Mistra Jana Husa z roku 1897

## Galerie

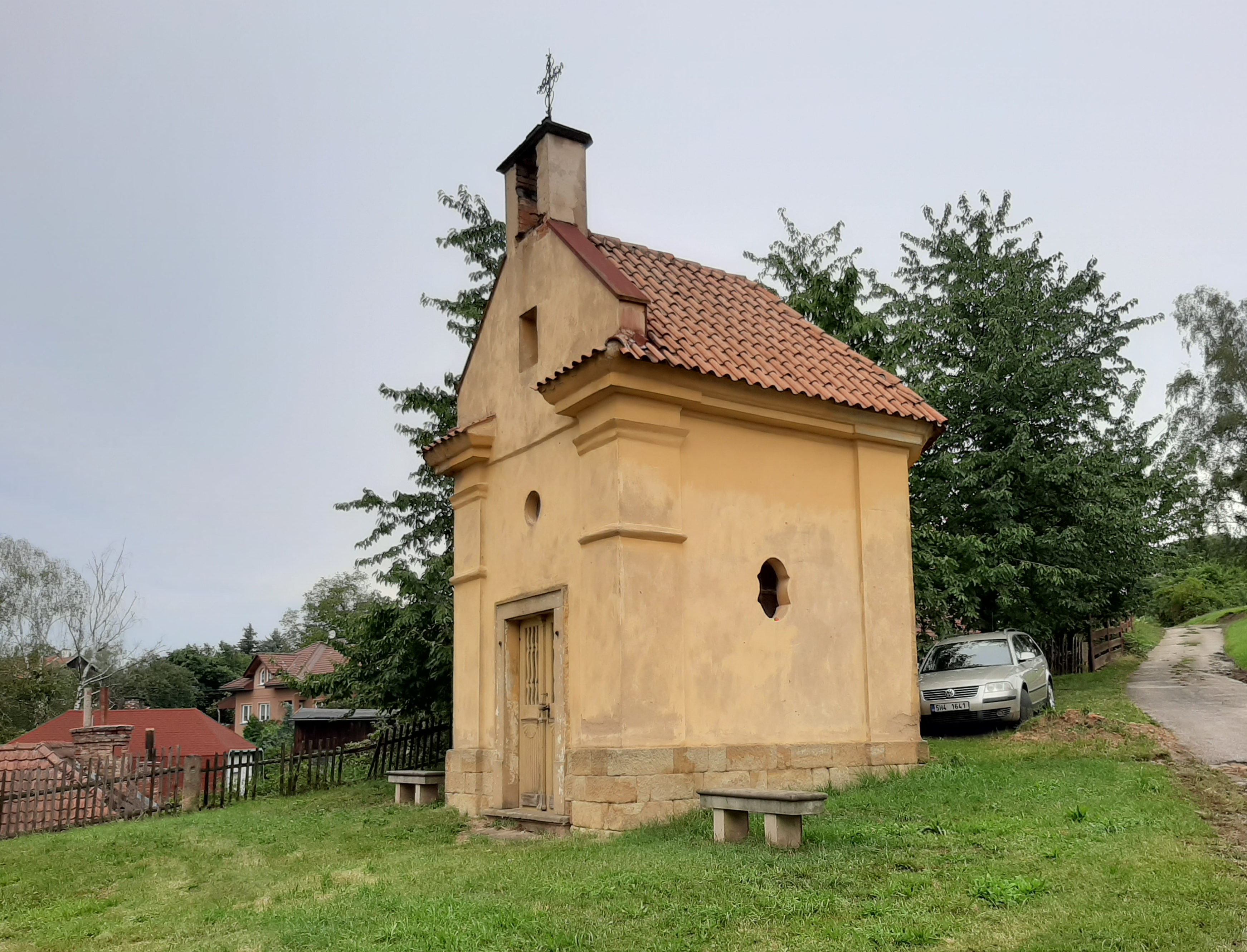
kaple ve Vojici
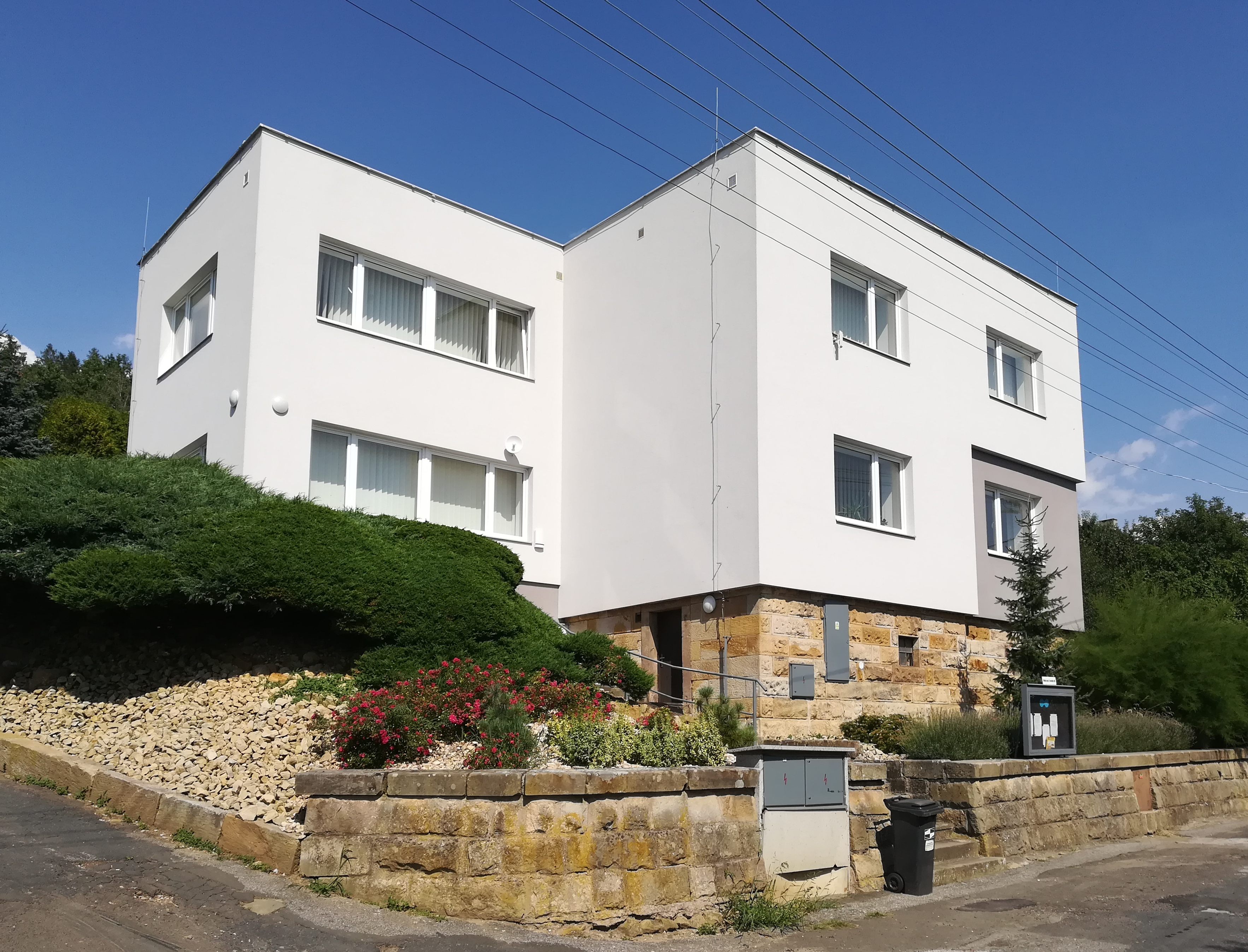
obecní úřad
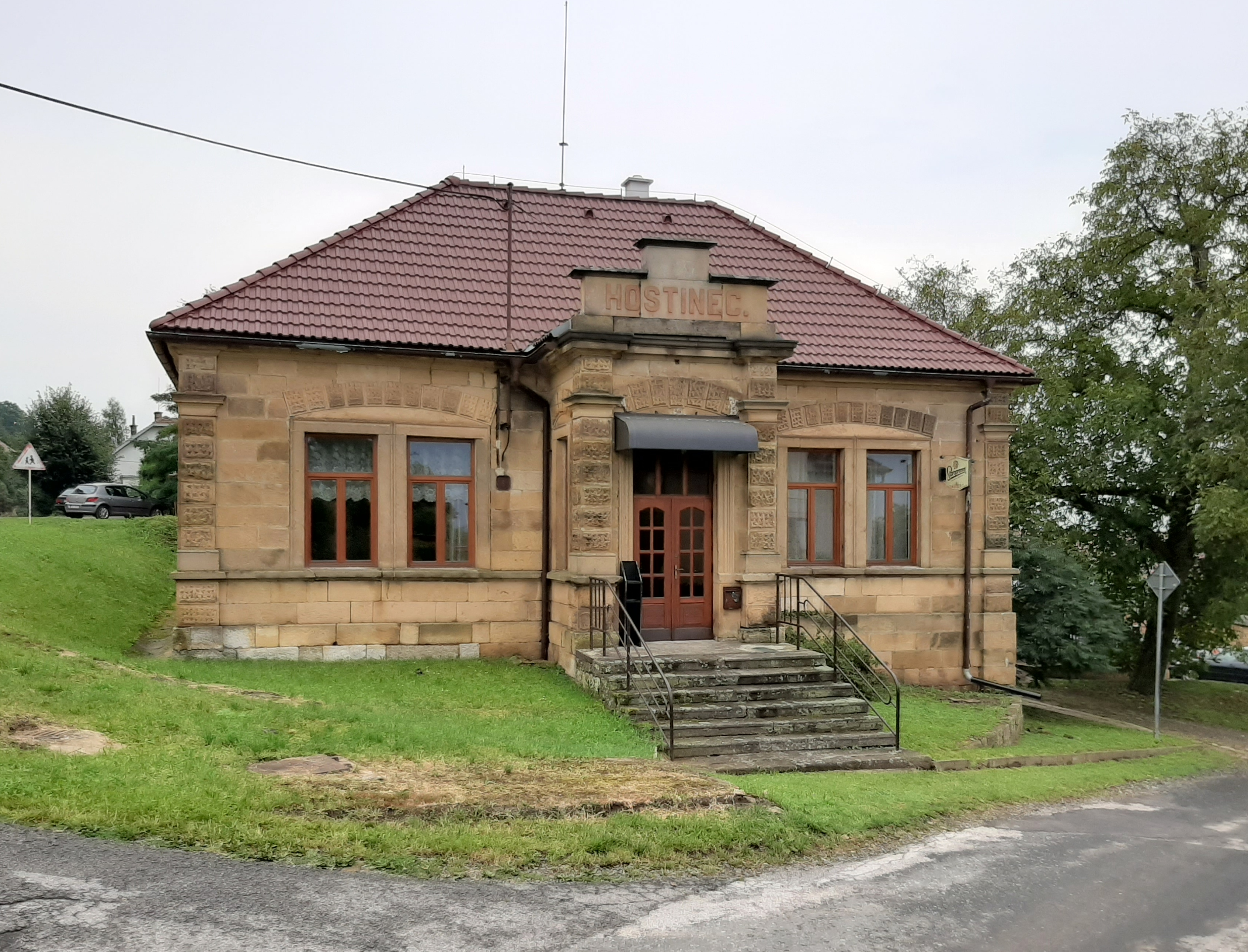
hostinec čp. 110
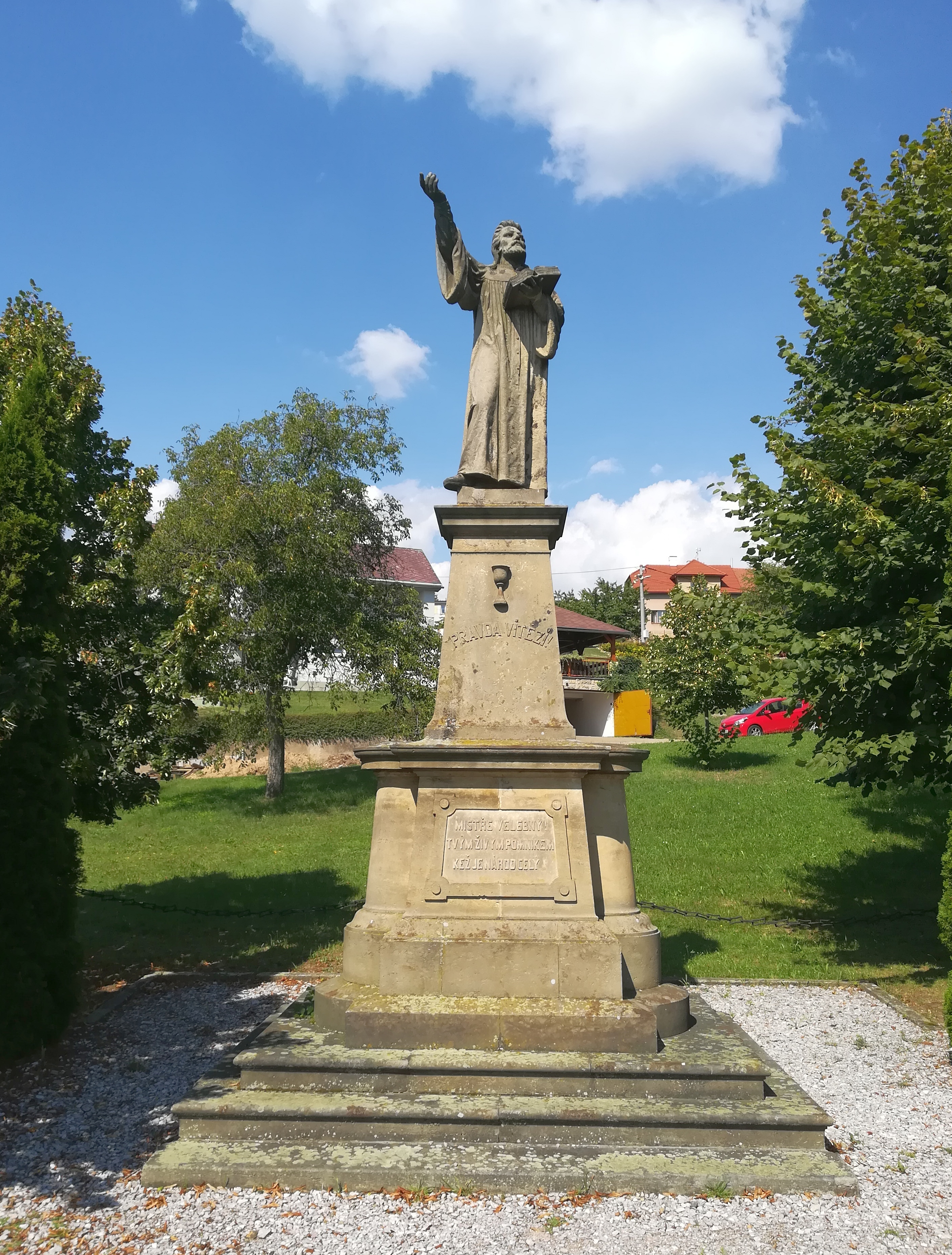
pomník Mistra Jana Husa
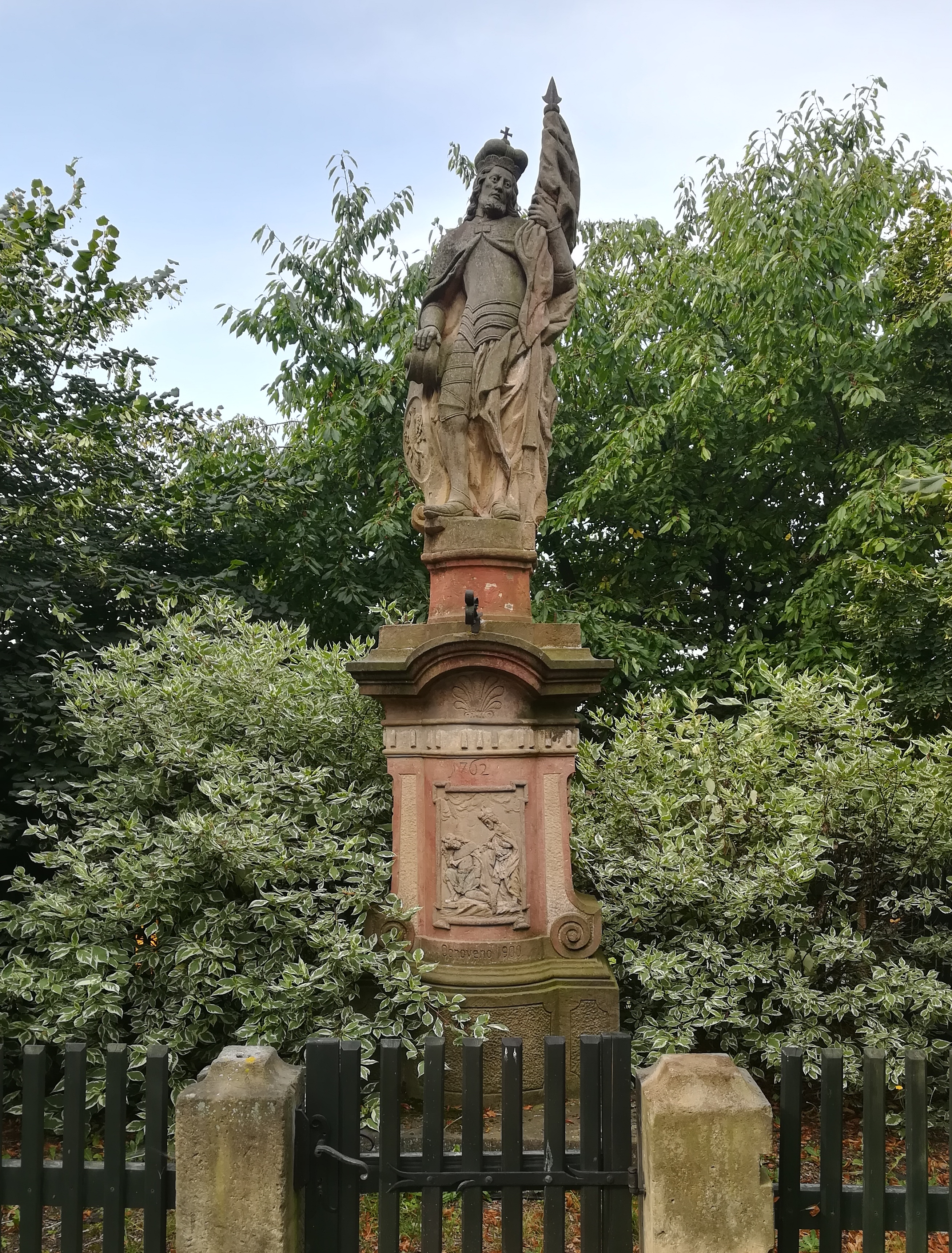
socha svatého Václava
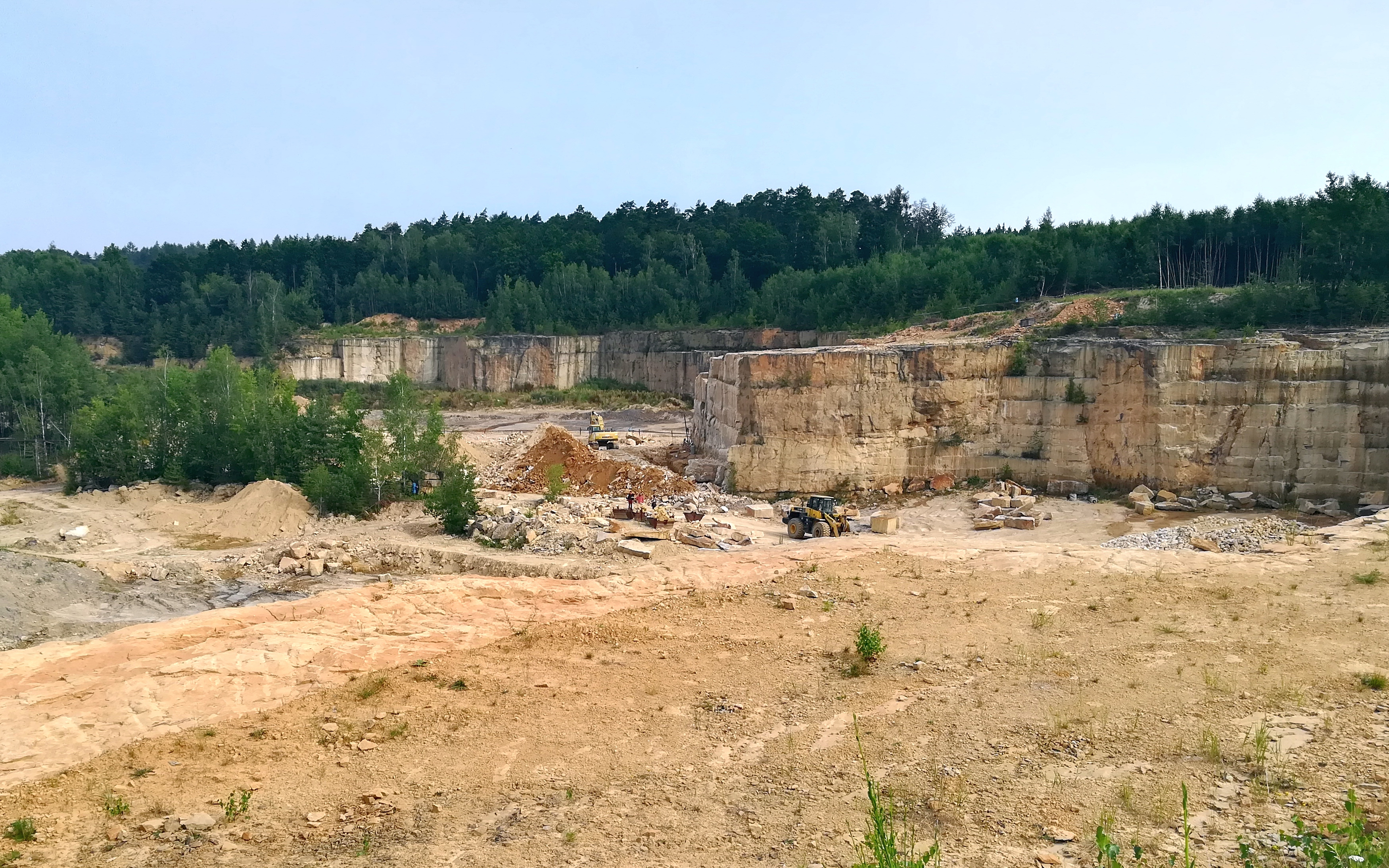
pískovcový lom